# Llista de monuments de Lleida
Llista de monuments de Lleida inclosos en l'Inventari del Patrimoni Arquitectònic Català per al municipi de Lleida (Segrià). Inclou els inscrits en el Registre de Béns Culturals d'Interès Nacional (BCIN) amb la classificació de monuments històrics, els Béns Culturals d'Interès Local (BCIL) de caràcter immoble i la resta de béns arquitectònics integrants del patrimoni cultural català.
| Monument                                                                      | Protecció       | Estil/època                                              | Localització                                               | Coordenades                                            | Codi?         | Imatge |
| ----------------------------------------------------------------------------- | --------------- | -------------------------------------------------------- | ---------------------------------------------------------- | ------------------------------------------------------ | ------------- | --- |
| Castell de la Suda, o Castell del Rei                                         | BCIN 143-MH     | XIV, XVIII                                               | Lleida Roca Subirana del Turó de la Seu                    | 41° 37′ 07″ N, 0° 37′ 33″ E / 41.618538°N,0.625899°E   | RI-51-0000688 | Castell de la Suda (Lleida) · Vegeu més fotos d'aquest monument · Carregueu una nova foto d'aquest monument                                                            |
| Seu Vella                                                                     | BCIN 144-MH-EN  | Romànic, gòtic XII-XIII, XIII-XV                         | Lleida Turó de la Seu Vella                                | 41° 37′ 05″ N, 0° 37′ 37″ E / 41.618143°N,0.626981°E   | RI-51-0000156 | Seu Vella (Lleida) · Vegeu més fotos d'aquest monument · Carregueu una nova foto d'aquest monument                                                                     |
| Església de Sant Llorenç                                                      | BCIN 145-MH     | Romànic, gòtic XIII, XIV-XV                              | Lleida Pl. de Sant Josep - pl. de Sant Llorenç             | 41° 36′ 52″ N, 0° 37′ 18″ E / 41.614450°N,0.621638°E   | RI-51-0000687 | Església de Sant Llorenç (Lleida) · Vegeu més fotos d'aquest monument · Carregueu una nova foto d'aquest monument                                                      |
| La Paeria                                                                     | BCIN 146-MH     | Romànic, neoclassicisme XIII, XIX, XX                    | Lleida Pl. de la Paeria                                    | 41° 36′ 53″ N, 0° 37′ 36″ E / 41.614723°N,0.626755°E   | RI-51-0004406 | La Paeria (Lleida) · Vegeu més fotos d'aquest monument · Carregueu una nova foto d'aquest monument                                                                     |
| Antic Hospital de Santa Maria                                                 | BCIN 147-MH     | Gòtic tardà XV-XVI                                       | Lleida Pl. de la Catedral                                  | 41° 36′ 46″ N, 0° 37′ 25″ E / 41.612726°N,0.623606°E   | RI-51-0000176 | Antic Hospital de Santa Maria (Lleida) · Vegeu més fotos d'aquest monument · Carregueu una nova foto d'aquest monument                                                 |
| Església de Sant Martí                                                        | BCIN 354-MH     | Romànic XIII                                             | Lleida C. Sant Martí                                       | 41° 37′ 04″ N, 0° 37′ 19″ E / 41.61773°N,0.62206°E     | IPA-402       | Església de Sant Martí (Lleida) · Vegeu més fotos d'aquest monument · Carregueu una nova foto d'aquest monument                                                        |
| Castell de Gardeny                                                            | BCIN 355-MH     | Romànic XIII                                             | Lleida Puig del Gardeny                                    | 41° 36′ 31″ N, 0° 36′ 54″ E / 41.608574°N,0.614915°E   | RI-51-0006374 | Castell de Gardeny (Lleida) · Vegeu més fotos d'aquest monument · Carregueu una nova foto d'aquest monument                                                            |
| Capella de Sant Jaume o Santiago                                              | BCIN 356-MH     | Gòtic XIV                                                | Lleida C. Major - c. dels Cavallers                        | 41° 36′ 48″ N, 0° 37′ 29″ E / 41.613431°N,0.624674°E   | IPA-404       | Capella de Sant Jaume (Lleida) · Vegeu més fotos d'aquest monument · Carregueu una nova foto d'aquest monument                                                         |
| Capella de la Sang, Església de la Sang, Oratori de la Sang                   | BCIN 357-MH-EN  | Renaixement XVI                                          | Lleida C. de Sant Antoni, 50 - c- Germanetes, 4            | 41° 36′ 42″ N, 0° 37′ 16″ E / 41.6118°N,0.62117°E      | IPA-405       | Capella de la Sang (Lleida) · Vegeu més fotos d'aquest monument · Carregueu una nova foto d'aquest monument                                                            |
| Fortificacions de tipus Vauban                                                | BCIN 975-MH     | XVIII                                                    | Lleida Turó de la Seu Vella                                | 41° 37′ 01″ N, 0° 37′ 35″ E / 41.616986°N,0.626432°E   | RI-51-0006375 | Fortificacions de tipus Vauban (Lleida) · Vegeu més fotos d'aquest monument · Carregueu una nova foto d'aquest monument                                                |
| Muralla de la ciutat feudal                                                   | BCIN 976-MH     | XVII-XVIII                                               | Lleida Nucli antic                                         | 41° 37′ 00″ N, 0° 37′ 30″ E / 41.616752°N,0.624952°E   | RI-51-0006376 | Muralla de la ciutat feudal (Lleida) · Vegeu més fotos d'aquest monument · Carregueu una nova foto d'aquest monument                                                   |
| Castell de Sucs                                                               | BCIN 977-MH     | Medieval                                                 | Lleida                                                     | 41° 42′ 09″ N, 0° 24′ 52″ E / 41.702601°N,0.414493°E   | RI-51-0006377 | Castell de Sucs (Lleida) · Vegeu més fotos d'aquest monument · Carregueu una nova foto d'aquest monument                                                               |
| Castell de Raïmat                                                             | BCIN 978-MH     | Obra popular XVII, XX                                    | Lleida                                                     | 41° 40′ 34″ N, 0° 28′ 43″ E / 41.676246°N,0.478562°E   | RI-51-0006852 | Castell de Raïmat (Lleida) · Vegeu més fotos d'aquest monument · Carregueu una nova foto d'aquest monument                                                             |
| Seu Nova, o Catedral de l'Assumpció                                           | BCIN 1957-MH    | Neoclassicisme, barroc XVIII                             | Lleida Pl. de la Catedral                                  | 41° 36′ 48″ N, 0° 37′ 23″ E / 41.613218°N,0.623003°E   | RI-51-0010177 | Seu Nova (Lleida) · Vegeu més fotos d'aquest monument · Carregueu una nova foto d'aquest monument                                                                      |
| Església de Sant Ruf de Lleida, Monestir de Sant Ruf                          | BCIN 4389-LH-EN | Romànic XIII                                             | Lleida Ctra. de Torre-serona, partida de la Plana          | 41° 38′ 16″ N, 0° 38′ 15″ E / 41.63774°N,0.63739°E     | IPA-401       | Església de Sant Ruf de Lleida · Vegeu més fotos d'aquest monument · Carregueu una nova foto d'aquest monument                                                         |
| Muralla d'època andalusina                                                    | BCIN 4515-MH    | Preromànic X-XI                                          | Lleida                                                     |                                                        | IPA-46784     | Carregueu una nova foto d'aquest monument |
| Muralla d'època moderna                                                       | BCIN 4516-MH    | XVII-XIX                                                 | Lleida Muralla de Magdalena i el Baluard del Carme         |                                                        | IPA-46785     | Carregueu una nova foto d'aquest monument |
| Plaça de la Catedral Nova                                                     |                 |                                                          | Lleida Pl. Catedral                                        | 41° 36′ 46″ N, 0° 37′ 24″ E / 41.61272°N,0.62320°E     | IPA-14256     | Plaça de la Catedral Nova (Lleida) · Vegeu més fotos d'aquest monument · Carregueu una nova foto d'aquest monument                                                     |
| Plaça de Sant Joan                                                            |                 |                                                          | Lleida Pl. Sant Joan                                       | 41° 36′ 57″ N, 0° 37′ 38″ E / 41.615919°N,0.627277°E   | IPA-14257     | Plaça de Sant Joan (Lleida) · Vegeu més fotos d'aquest monument · Carregueu una nova foto d'aquest monument                                                            |
| Plaça de Sant Llorenç                                                         |                 |                                                          | Lleida Pl. Sant Llorenç                                    | 41° 36′ 53″ N, 0° 37′ 18″ E / 41.614723°N,0.621568°E   | IPA-14258     | Plaça de Sant Llorenç (Lleida) · Vegeu més fotos d'aquest monument · Carregueu una nova foto d'aquest monument                                                         |
| Plaça de l'Ereta                                                              |                 |                                                          | Lleida Pl. Ereta                                           | 41° 36′ 54″ N, 0° 37′ 22″ E / 41.615070°N,0.622787°E   | IPA-14259     | Plaça de l'Ereta (Lleida) · Vegeu més fotos d'aquest monument · Carregueu una nova foto d'aquest monument                                                              |
| Plaça de Sant Francesc                                                        | BCIL 2001       | Modernisme Francesc Morera i Gatell XX                   | Lleida Pl. Sant Francesc                                   | 41° 36′ 51″ N, 0° 37′ 35″ E / 41.614272°N,0.626282°E   | IPA-14260     | Plaça de Sant Francesc (Lleida) · Vegeu més fotos d'aquest monument · Carregueu una nova foto d'aquest monument                                                        |
| La Banqueta                                                                   |                 | XIX                                                      | Lleida Front del riu, entre el pont Vell i l'av. Catalunya | 41° 36′ 47″ N, 0° 37′ 30″ E / 41.612950°N,0.624893°E   | IPA-14261     | La Banqueta (Lleida) · Vegeu més fotos d'aquest monument · Carregueu una nova foto d'aquest monument                                                                   |
| Carrer de Boters                                                              |                 | Obra popular                                             | Lleida C. Boters                                           | 41° 36′ 56″ N, 0° 37′ 20″ E / 41.61566°N,0.62214°E     | IPA-14262     | Carrer de Boters (Lleida) · Vegeu més fotos d'aquest monument · Carregueu una nova foto d'aquest monument                                                              |
| Carrer de Cavallers                                                           |                 | Obra popular                                             | Lleida C. Cavallers                                        | 41° 36′ 52″ N, 0° 37′ 26″ E / 41.614513°N,0.623964°E   | IPA-14263     | Carrer de Cavallers (Lleida) · Vegeu més fotos d'aquest monument · Carregueu una nova foto d'aquest monument                                                           |
| Carrer de la Tallada                                                          |                 | Obra popular                                             | Lleida C. Tallada                                          | 41° 36′ 56″ N, 0° 37′ 22″ E / 41.615691°N,0.622792°E   | IPA-14264     | Carrer de la Tallada (Lleida) · Vegeu més fotos d'aquest monument · Carregueu una nova foto d'aquest monument                                                          |
| Lo carrer Major                                                               |                 |                                                          | Lleida C. Major                                            | 41° 36′ 50″ N, 0° 37′ 31″ E / 41.613786°N,0.625271°E   | IPA-14265     | Lo carrer Major (Lleida) · Vegeu més fotos d'aquest monument · Carregueu una nova foto d'aquest monument                                                               |
| Plaça Sant Josep                                                              |                 |                                                          | Lleida Pl. Sant Josep                                      | 41° 36′ 51″ N, 0° 37′ 18″ E / 41.61415°N,0.62159°E     | IPA-14266     | Plaça Sant Josep (Lleida) · Vegeu més fotos d'aquest monument · Carregueu una nova foto d'aquest monument                                                              |
| El carrer de la Palma                                                         |                 | Obra popular                                             | Lleida C. de la Palma                                      | 41° 36′ 50″ N, 0° 37′ 23″ E / 41.61385°N,0.62316°E     | IPA-14267     | El carrer de la Palma (Lleida) · Vegeu més fotos d'aquest monument · Carregueu una nova foto d'aquest monument                                                         |
| Carrer de Sant Martí                                                          |                 | Obra popular                                             | Lleida C. de Sant Martí                                    | 41° 37′ 01″ N, 0° 37′ 24″ E / 41.616806°N,0.623371°E   | IPA-14268     | Carrer de Sant Martí (Lleida) · Vegeu més fotos d'aquest monument · Carregueu una nova foto d'aquest monument                                                          |
| La Porta Ferrissa                                                             |                 | Obra popular                                             | Lleida C. Portaferrissa                                    | 41° 37′ 03″ N, 0° 37′ 44″ E / 41.617498°N,0.628809°E   | IPA-14269     | La Porta Ferrissa (Lleida) · Vegeu més fotos d'aquest monument · Carregueu una nova foto d'aquest monument                                                             |
| El carrer del Carme, antiga Aluderia                                          |                 |                                                          | Lleida C. del Carme                                        | 41° 37′ 06″ N, 0° 37′ 46″ E / 41.61830°N,0.62957°E     | IPA-14270     | El carrer del Carme (Lleida) · Vegeu més fotos d'aquest monument · Carregueu una nova foto d'aquest monument                                                           |
| Carrer de la Magdalena                                                        |                 | Obra popular                                             | Lleida C. de la Magdalena                                  | 41° 37′ 07″ N, 0° 37′ 45″ E / 41.61857°N,0.62922°E     | IPA-14271     | Carrer de la Magdalena (Lleida) · Vegeu més fotos d'aquest monument · Carregueu una nova foto d'aquest monument                                                        |
| El carrer de Sant Antoni                                                      |                 | Obra popular                                             | Lleida C. de Sant Antoni                                   | 41° 36′ 43″ N, 0° 37′ 19″ E / 41.612060°N,0.621926°E   | IPA-14272     | El carrer de Sant Antoni (Lleida) · Vegeu més fotos d'aquest monument · Carregueu una nova foto d'aquest monument                                                      |
| Rambla de Ferran                                                              |                 | XIX                                                      | Lleida Rbla. Ferran                                        | 41° 37′ 08″ N, 0° 37′ 52″ E / 41.618813°N,0.631033°E   | IPA-14273     | Rambla de Ferran (Lleida) · Vegeu més fotos d'aquest monument · Carregueu una nova foto d'aquest monument                                                              |
| Els Camps Elisis                                                              |                 | Neoclassicisme-romàntic, modernisme XIX                  | Lleida Av. Tarradellas - av. Garrigas                      | 41° 36′ 51″ N, 0° 37′ 55″ E / 41.614052°N,0.632062°E   | IPA-14274     | Els Camps Elisis (Lleida) · Vegeu més fotos d'aquest monument · Carregueu una nova foto d'aquest monument                                                              |
| La Panera                                                                     | BCIL 2001       | Romànic, gòtic                                           | Lleida Pl. de la Panera                                    | 41° 37′ 02″ N, 0° 37′ 21″ E / 41.617353°N,0.622485°E   | IPA-14276     | La Panera (Lleida) · Vegeu més fotos d'aquest monument · Carregueu una nova foto d'aquest monument                                                                     |
| Molí de Sant Anastasi                                                         |                 | Obra popular XI                                          | Lleida Av. de les Garrigues - c. Impressor Bóthel          | 41° 36′ 20″ N, 0° 38′ 25″ E / 41.605624°N,0.640246°E   | IPA-14277     | Molí de Sant Anastasi (Lleida) · Vegeu més fotos d'aquest monument · Carregueu una nova foto d'aquest monument                                                         |
| Rambla d'Aragó, Rambla de Boters                                              |                 | XIX                                                      | Lleida Rbla. d'Aragó                                       | 41° 36′ 51″ N, 0° 37′ 13″ E / 41.614112°N,0.620152°E   | IPA-14278     | Rambla d'Aragó (Lleida) · Vegeu més fotos d'aquest monument · Carregueu una nova foto d'aquest monument                                                                |
| Edifici de Ca l'Onofre Cerveró                                                | BCIL 2001       | Gòtic tardà, obra popular XVI                            | Lleida C. la Palma, 19                                     | 41° 36′ 51″ N, 0° 37′ 22″ E / 41.614205°N,0.622800°E   | IPA-14282     | Edifici de Ca l'Onofre Cerveró (Lleida) · Vegeu més fotos d'aquest monument · Carregueu una nova foto d'aquest monument                                                |
| Casa Misericòrdia                                                             | BCIL 2001       | Neoclassicisme, barroc XVIII                             | Lleida Pl. Sant Josep                                      | 41° 36′ 50″ N, 0° 37′ 18″ E / 41.613930°N,0.621624°E   | IPA-14283     | Casa Misericòrdia (Lleida) · Vegeu més fotos d'aquest monument · Carregueu una nova foto d'aquest monument                                                             |
| Pous de gel                                                                   |                 | Obra popular XVI                                         | Lleida Sota muralles de la Seu Vella, vessant de Magdalena | 41° 37′ 10″ N, 0° 37′ 37″ E / 41.619445°N,0.626983°E   | IPA-14284     | Pous de gel (Lleida) · Vegeu més fotos d'aquest monument · Carregueu una nova foto d'aquest monument                                                                   |
| Convent de Santa Teresa                                                       | BCIL 2001       | Barroc, obra popular XVII                                | Lleida C. Sant Anastasi                                    | 41° 36′ 46″ N, 0° 37′ 21″ E / 41.612862°N,0.622514°E   | IPA-14285     | Convent de Santa Teresa (Lleida) · Vegeu més fotos d'aquest monument · Carregueu una nova foto d'aquest monument                                                       |
| Oratori de Nostra Senyora dels Dolors                                         | BCIL 2001       | Barroc XVIII                                             | Lleida C. Cavallers, 26                                    | 41° 36′ 51″ N, 0° 37′ 27″ E / 41.614206°N,0.624112°E   | IPA-14286     | Oratori de Nostra Senyora dels Dolors (Lleida) · Vegeu més fotos d'aquest monument · Carregueu una nova foto d'aquest monument                                         |
| Font de les Piques                                                            | BCIL 2001       | Barroc XVIII                                             | Lleida C. la Palma - pl. Sant Llorenç                      | 41° 36′ 53″ N, 0° 37′ 18″ E / 41.614854°N,0.621649°E   | IPA-14287     | Font de les Piques (Lleida) · Vegeu més fotos d'aquest monument · Carregueu una nova foto d'aquest monument                                                            |
| Portal de l'església de Sant Pere                                             | BCIL 2001       | Barroc XVIII                                             | Lleida Pl. Sant Francesc                                   | 41° 36′ 51″ N, 0° 37′ 34″ E / 41.614266°N,0.626062°E   | IPA-14288     | Portal de l'església de Sant Pere (Lleida) · Vegeu més fotos d'aquest monument · Carregueu una nova foto d'aquest monument                                             |
| Convent de Santa Clara                                                        | BCIL 2001       | Barroc, obra popular XVIII                               | Lleida C. Sant Anastasi - c. L. Besa                       | 41° 36′ 49″ N, 0° 37′ 19″ E / 41.613587°N,0.622066°E   | IPA-14290     | Convent de Santa Clara (Lleida) · Vegeu més fotos d'aquest monument · Carregueu una nova foto d'aquest monument                                                        |
| Dipòsit del Pla de l'Aigua                                                    | BCIL 2001       | Neoclassicisme XVIII                                     | Lleida Pl. del Dipòsit                                     | 41° 36′ 59″ N, 0° 37′ 20″ E / 41.616289°N,0.622361°E   | IPA-14291     | Dipòsit d'aigua del Pla · Vegeu més fotos d'aquest monument · Carregueu una nova foto d'aquest monument                                                                |
| Font del Governador                                                           | BCIL 2001       | Neoclassicisme XVIII                                     | Lleida Baixada de la Trinitat                              | 41° 37′ 02″ N, 0° 37′ 44″ E / 41.617293°N,0.628826°E   | IPA-14292     | Font del Governador (Lleida) · Vegeu més fotos d'aquest monument · Carregueu una nova foto d'aquest monument                                                           |
| Pilar del General                                                             | BCIL 2001       | Neoclassicisme XVIII                                     | Lleida Pl. Paeria, perxes de Dalt                          | 41° 36′ 54″ N, 0° 37′ 37″ E / 41.614995°N,0.626882°E   | IPA-14293     | Pilar del General (Lleida) · Vegeu més fotos d'aquest monument · Carregueu una nova foto d'aquest monument                                                             |
| Convent del Roser                                                             | BCIL 2001       | Barroc XVII                                              | Lleida C. Cavallers - c. del Roser                         | 41° 36′ 51″ N, 0° 37′ 25″ E / 41.614250°N,0.623639°E   | IPA-14294     | El Roser (Lleida) · Vegeu més fotos d'aquest monument · Carregueu una nova foto d'aquest monument                                                                      |
| Casa del Pançà                                                                | BCIL 2001       | Obra popular                                             | Lleida Pl. Sant Llorenç, 3                                 | 41° 36′ 53″ N, 0° 37′ 19″ E / 41.614604°N,0.621811°E   | IPA-14295     | Casa del Pançà (Lleida) · Vegeu més fotos d'aquest monument · Carregueu una nova foto d'aquest monument                                                                |
| Casa de la Font de les Piques                                                 |                 | Obra popular                                             | Lleida Pl. Sant Llorenç                                    | 41° 36′ 53″ N, 0° 37′ 18″ E / 41.614848°N,0.621665°E   | IPA-14296     | Casa de la Font de les Piques (Lleida) · Vegeu més fotos d'aquest monument · Carregueu una nova foto d'aquest monument                                                 |
| Portal o arc del Pont                                                         |                 | Neoclassicisme XVIII                                     | Lleida Davant el Pont Vell                                 | 41° 36′ 55″ N, 0° 37′ 39″ E / 41.615171°N,0.627362°E   | IPA-14298     | Portal del Pont (Lleida) · Vegeu més fotos d'aquest monument · Carregueu una nova foto d'aquest monument                                                               |
| Edifici al carrer Cavallers, 33                                               |                 | Obra popular XVIII                                       | Lleida C. Cavallers, 33                                    | 41° 36′ 54″ N, 0° 37′ 25″ E / 41.615053°N,0.623642°E   | IPA-14299     | Edifici al carrer Cavallers, 33 (Lleida) · Vegeu més fotos d'aquest monument · Carregueu una nova foto d'aquest monument                                               |
| Cal Miarnau                                                                   | BCIL 2001       | Neoclassicisme XVIII                                     | Lleida C. Cavallers, 9                                     | 41° 36′ 50″ N, 0° 37′ 27″ E / 41.613825°N,0.624234°E   | IPA-14302     | Cal Miarnau (Lleida) · Vegeu més fotos d'aquest monument · Carregueu una nova foto d'aquest monument                                                                   |
| Acadèmia Mariana                                                              | BCIL 2001       | Eclecticisme XVIII                                       | Lleida C. Acadèmia, 17                                     | 41° 36′ 40″ N, 0° 37′ 09″ E / 41.611037°N,0.619033°E   | IPA-14303     | Acadèmia Mariana (Lleida) · Vegeu més fotos d'aquest monument · Carregueu una nova foto d'aquest monument                                                              |
| Col·legi Cor de Maria                                                         | BCIL 2001       | Monumentalisme academicista XX (1943)                    | Lleida Av. Catalunya - c. Sant Antoni                      | 41° 36′ 42″ N, 0° 37′ 15″ E / 41.611629°N,0.620790°E   | IPA-14305     | Col·legi Cor de Maria (Lleida) · Vegeu més fotos d'aquest monument · Carregueu una nova foto d'aquest monument                                                         |
| Panteó de Teresa Pedrol, Mausoleu Rodríguez de Los Ríos                       |                 | Modernisme XX                                            | Lleida Ctra. Barcelona, Cementiri                          |                                                        | IPA-14306     | Panteó de Teresa Pedrol (Lleida) · Vegeu més fotos d'aquest monument · Carregueu una nova foto d'aquest monument                                                       |
| Font de l'Hospital                                                            | BCIL 2001       | Neoclassicisme XIX (1802)                                | Lleida Av. Blondel                                         | 41° 36′ 46″ N, 0° 37′ 26″ E / 41.612643°N,0.623979°E   | IPA-14307     | Font de l'Hospital (Lleida) · Vegeu més fotos d'aquest monument · Carregueu una nova foto d'aquest monument                                                            |
| Casa Sauces                                                                   | BCIL 2001       | Neoclassicisme, obra popular XIX                         | Lleida C. Magdalena - c. Carme                             | 41° 37′ 05″ N, 0° 37′ 46″ E / 41.618129°N,0.629307°E   | IPA-14308     | Casa Sauces (Lleida) · Vegeu més fotos d'aquest monument · Carregueu una nova foto d'aquest monument                                                                   |
| Font de la Palma                                                              | BCIL 2001       | Neoclassicisme XIX                                       | Lleida Pl. Sant Antoni M. Claret                           | 41° 36′ 52″ N, 0° 37′ 22″ E / 41.614398°N,0.622834°E   | IPA-14309     | Font de la Palma (Lleida) · Vegeu més fotos d'aquest monument · Carregueu una nova foto d'aquest monument                                                              |
| Font del Roser                                                                | BCIL 2001       | Neoclassicisme XIX                                       | Lleida C. Cavallers, 19                                    | 41° 36′ 51″ N, 0° 37′ 26″ E / 41.614271°N,0.624025°E   | IPA-14310     | Font del Roser (Lleida) · Vegeu més fotos d'aquest monument · Carregueu una nova foto d'aquest monument                                                                |
| Casa Maternitat                                                               | BCIL 2001       | Eclecticisme XIX (1884)                                  | Lleida Rbla. d'Aragó                                       | 41° 36′ 49″ N, 0° 37′ 13″ E / 41.613511°N,0.620190°E   | IPA-14311     | Casa Maternitat (Lleida) · Vegeu més fotos d'aquest monument · Carregueu una nova foto d'aquest monument                                                               |
| Residència Pare Coll                                                          | BCIL 2001       | Eclecticisme XIX                                         | Lleida Pl. Almudí Vell                                     | 41° 36′ 48″ N, 0° 37′ 24″ E / 41.613220°N,0.623393°E   | IPA-14312     | Residència Pare Coll (Lleida) · Vegeu més fotos d'aquest monument · Carregueu una nova foto d'aquest monument                                                          |
| Edifici d'habitatges a l'avinguda Blondel i carrer Mestre                     | BCIL 2001       | Eclecticisme XIX (1878)                                  | Lleida Av. Blondel - c. Alcalde Mestre                     | 41° 36′ 46″ N, 0° 37′ 27″ E / 41.612791°N,0.624187°E   | IPA-14313     | Edifici d'habitatges a l'avinguda Blondel i carrer Mestre (Lleida) · Vegeu més fotos d'aquest monument · Carregueu una nova foto d'aquest monument                     |
| Estàtues d'Indíbil i Mandoni                                                  |                 | Academicisme XIX                                         | Lleida Portal d'entrada a Lleida                           | 41° 36′ 54″ N, 0° 37′ 39″ E / 41.615118°N,0.627413°E   | IPA-14314     | Estàtues d'Indíbil i Mandoni (Lleida) · Vegeu més fotos d'aquest monument · Carregueu una nova foto d'aquest monument                                                  |
| Teatre Municipal                                                              | BCIL 2001       | Eclecticisme XIX (1883)                                  | Lleida Els Camps Elisis                                    | 41° 36′ 49″ N, 0° 37′ 55″ E / 41.61371°N,0.63204°E     | IPA-14315     | Teatre Municipal (Lleida) · Vegeu més fotos d'aquest monument · Carregueu una nova foto d'aquest monument                                                              |
| Església de Sant Joan                                                         | BCIL 2001       | Historicisme XIX (1885)                                  | Lleida Pl. Sant Joan                                       | 41° 36′ 59″ N, 0° 37′ 39″ E / 41.616464°N,0.627608°E   | IPA-14316     | Església de Sant Joan (Lleida) · Vegeu més fotos d'aquest monument · Carregueu una nova foto d'aquest monument                                                         |
| Seminari                                                                      | BCIL 2001       | Historicisme XIX (1894)                                  | Lleida Rbla. d'Aragó - c. Bisbe Messeguer                  | 41° 36′ 53″ N, 0° 37′ 11″ E / 41.614769°N,0.619680°E   | IPA-14317     | Seminari (Lleida) · Vegeu més fotos d'aquest monument · Carregueu una nova foto d'aquest monument                                                                      |
| Diputació Provincial                                                          | BCIL 2001       | Eclecticisme, monumentalisme academicista XIX (1893)     | Lleida Rbla. Ferran - c. Audiència                         | 41° 37′ 04″ N, 0° 37′ 48″ E / 41.617821°N,0.629906°E   | IPA-14318     | Diputació Provincial (Lleida) · Vegeu més fotos d'aquest monument · Carregueu una nova foto d'aquest monument                                                          |
| Col·legi Montserrat, o Maristes                                               | BCIL 2001       | Eclecticisme XIX (1896)                                  | Lleida Pl. d'Espanya                                       | 41° 36′ 38″ N, 0° 37′ 14″ E / 41.610441°N,0.620441°E   | IPA-14320     | Col·legi Montserrat (Lleida) · Vegeu més fotos d'aquest monument · Carregueu una nova foto d'aquest monument                                                           |
| Panteó M. Llorens                                                             |                 | Eclecticisme XIX                                         | Lleida Cementiri de Lleida                                 |                                                        | IPA-14321     | Panteó M. Llorens (Lleida) · Vegeu més fotos d'aquest monument · Carregueu una nova foto d'aquest monument                                                             |
| Casa a l'avinguda Blondel, 17                                                 |                 | Eclecticisme XX                                          | Lleida Av. Blondel, 17                                     | 41° 36′ 44″ N, 0° 37′ 25″ E / 41.612296°N,0.623579°E   | IPA-14322     | Casa a l'avinguda Blondel, 17 (Lleida) · Vegeu més fotos d'aquest monument · Carregueu una nova foto d'aquest monument                                                 |
| Casa a l'avinguda Blondel, 26                                                 |                 | Historicisme XX                                          | Lleida Av. Blondel, 26                                     | 41° 36′ 50″ N, 0° 37′ 34″ E / 41.613868°N,0.626008°E   | IPA-14323     | Casa a l'avinguda Blondel, 26 (Lleida) · Vegeu més fotos d'aquest monument · Carregueu una nova foto d'aquest monument                                                 |
| Docs                                                                          | BCIL 2001       | Obra popular XX                                          | Lleida Pl. Berenguer IV                                    | 41° 37′ 15″ N, 0° 37′ 56″ E / 41.620888°N,0.632188°E   | IPA-14327     | Docs (Lleida) · Vegeu més fotos d'aquest monument · Carregueu una nova foto d'aquest monument                                                                          |
| Torre Garrell                                                                 |                 | Eclecticisme XX                                          | Lleida C. d'Artesa                                         | 41° 34′ 33″ N, 0° 40′ 15″ E / 41.575882°N,0.67092°E    | IPA-14329     | Torre Garrell (Lleida) · Vegeu més fotos d'aquest monument · Carregueu una nova foto d'aquest monument                                                                 |
| Casa Montull                                                                  | BCIL 2001       | Noucentisme XX                                           | Lleida Pg. Ferran - c. Democràcia                          | 41° 37′ 08″ N, 0° 37′ 51″ E / 41.618845°N,0.630806°E   | IPA-14331     | Casa Montull (Lleida) · Vegeu més fotos d'aquest monument · Carregueu una nova foto d'aquest monument                                                                  |
| Vila Fecsa                                                                    | BCIL 2001       | Monumentalisme academicista XX                           | Lleida Av. Blondel                                         | 41° 36′ 44″ N, 0° 37′ 24″ E / 41.612166°N,0.623376°E   | IPA-14332     | Vila Fecsa (Lleida) · Vegeu més fotos d'aquest monument · Carregueu una nova foto d'aquest monument                                                                    |
| Hospital Provincial                                                           | BCIL 2001       | Noucentisme Joaquim Porqueres i Bañeres XX (1928)        | Lleida Av. Rovira Roure                                    | 41° 37′ 23″ N, 0° 36′ 59″ E / 41.623033°N,0.616460°E   | IPA-14335     | Hospital Provincial (Lleida) · Vegeu més fotos d'aquest monument · Carregueu una nova foto d'aquest monument                                                           |
| Escoles Camps Elisis                                                          | BCIL 2001       | Noucentisme Adolf Florensa XX (1920)                     | Lleida C. Santa Cecília, Cap Pont                          | 41° 36′ 47″ N, 0° 37′ 52″ E / 41.61292°N,0.63116°E     | IPA-14336     | Escoles Camps Elisis (Lleida) · Vegeu més fotos d'aquest monument · Carregueu una nova foto d'aquest monument                                                          |
| Antiga hisenda                                                                | BCIL 2001       | Monumentalisme academicista XX (1928)                    | Lleida Pl. Sant Francesc - av. Blondel                     | 41° 36′ 51″ N, 0° 37′ 34″ E / 41.614122°N,0.626247°E   | IPA-14337     | Antiga hisenda (Lleida) · Vegeu més fotos d'aquest monument · Carregueu una nova foto d'aquest monument                                                                |
| Escola antiga Caixa d'Estalvis                                                | BCIL 2001       | Historicisme Francesc Lamolla Morante XX (1905)          | Lleida Rbla. d'Aragó, 6                                    | 41° 36′ 47″ N, 0° 37′ 12″ E / 41.613007°N,0.619954°E   | IPA-14342     | Escola antiga Caixa d'Estalvis (Lleida) · Vegeu més fotos d'aquest monument · Carregueu una nova foto d'aquest monument                                                |
| Edifici al passeig Ferran i baixada Trinitat                                  | BCIL 2001       | Eclecticisme Josep Florensa XX (1905)                    | Lleida Pg. Ferran - baixada Trinitat                       | 41° 37′ 01″ N, 0° 37′ 45″ E / 41.617051°N,0.629239°E   | IPA-14343     | Edifici al passeig Ferran i baixada Trinitat (Lleida) · Vegeu més fotos d'aquest monument · Carregueu una nova foto d'aquest monument                                  |
| Casa Magí Llorenç                                                             | BCIL 2001       | Modernisme XX (1907)                                     | Lleida C. Cavallers - c. Major                             | 41° 36′ 48″ N, 0° 37′ 28″ E / 41.613388°N,0.624522°E   | IPA-14344     | Casa Magí Llorenç (Lleida) · Vegeu més fotos d'aquest monument · Carregueu una nova foto d'aquest monument                                                             |
| Casa del Clot de les Monges                                                   | BCIL 2001       | Modernisme Francesc Morera i Gatell XX (1910)            | Lleida Pl. de la Sal - c. del Clot de les Monges           | 41° 37′ 01″ N, 0° 37′ 43″ E / 41.617063°N,0.628537°E   | IPA-14345     | Casa del Clot de les Monges (Lleida) · Vegeu més fotos d'aquest monument · Carregueu una nova foto d'aquest monument                                                   |
| Casa Melcior, edifici d'habitatges a l'avinguda Blondel i plaça Sant Francesc | BCIL 2001       | Modernisme Francesc Morera i Gatell XX (1910)            | Lleida Av. Blondel - pl. Sant Francesc                     | 41° 36′ 51″ N, 0° 37′ 35″ E / 41.614220°N,0.626511°E   | IPA-14346     | Casa Melcior, Edifici d'habitatges a l'avinguda Blondel i plaça Sant Francesc (Lleida) · Vegeu més fotos d'aquest monument · Carregueu una nova foto d'aquest monument |
| Casa Morera                                                                   | BCIL 2001       | Modernisme XX (1911)                                     | Lleida Av. Blondel                                         | 41° 36′ 42″ N, 0° 37′ 21″ E / 41.611805°N,0.622564°E   | IPA-14347     | Casa Morera (Lleida) · Vegeu més fotos d'aquest monument · Carregueu una nova foto d'aquest monument                                                                   |
| Panteó d'Enric Nuet, Comte de Torregrossa                                     | BCIL 2001       | Modernisme Francesc Morera i Gatell XX (1912)            | Lleida Cementiri de Lleida                                 | 41° 36′ 49″ N, 0° 39′ 04″ E / 41.61350°N,0.65099°E     | IPA-14349     | Panteó d'Enric Nuet (Lleida) · Vegeu més fotos d'aquest monument · Carregueu una nova foto d'aquest monument                                                           |
| Banc Condal, o Hostal Pal·las                                                 | BCIL 2001       | Modernisme Francesc Morera i Gatell XX (1915)            | Lleida Av. Blondel, 4                                      | 41° 36′ 54″ N, 0° 37′ 38″ E / 41.614978°N,0.627277°E   | IPA-14350     | Banc Condal (Lleida) · Vegeu més fotos d'aquest monument · Carregueu una nova foto d'aquest monument                                                                   |
| Aquarium                                                                      | BCIL 2001       | Modernisme Francesc Morera i Gatell XX (1915)            | Lleida Els Camps Elisis                                    | 41° 36′ 50″ N, 0° 37′ 54″ E / 41.61378°N,0.63180°E     | IPA-14351     | Aquarium (Lleida) · Vegeu més fotos d'aquest monument · Carregueu una nova foto d'aquest monument                                                                      |
| Escorxador Municipal                                                          | BCIL 2001       | Modernisme Francesc Morera i Gatell XX (1918)            | Lleida C. Lluís Companys                                   | 41° 36′ 44″ N, 0° 36′ 59″ E / 41.612324°N,0.616433°E   | IPA-14352     | Escorxador Municipal (Lleida) · Vegeu més fotos d'aquest monument · Carregueu una nova foto d'aquest monument                                                          |
| Farinera La Meta                                                              | BCIL 2001       | Modernisme Francesc Morera i Gatell XX (1915)            | Lleida Av. Príncep de Viana, 14                            | 41° 37′ 17″ N, 0° 37′ 53″ E / 41.621321°N,0.631344°E   | IPA-14353     | Farinera La Meta (Lleida) · Vegeu més fotos d'aquest monument · Carregueu una nova foto d'aquest monument                                                              |
| Cases Noves                                                                   | BCIL 2003       | Modernisme Francesc Morera i Gatell XX (1914)            | Lleida Rbla. d'Aragó 33 - c. Bisbe Messeguer               | 41° 36′ 50″ N, 0° 37′ 12″ E / 41.613908°N,0.619865°E   | IPA-14354     | Cases Noves (Lleida) · Vegeu més fotos d'aquest monument · Carregueu una nova foto d'aquest monument                                                                   |
| Caserna de la Guàrdia Civil, o Casal de la Joventut Republicana               | BCIL 2001       | Noucentisme Adolf Florensa XX (1919)                     | Lleida Av. Blondel                                         | 41° 36′ 46″ N, 0° 37′ 27″ E / 41.612657°N,0.624105°E   | IPA-14355     | Caserna de la Guàrdia Civil (Lleida) · Vegeu més fotos d'aquest monument · Carregueu una nova foto d'aquest monument                                                   |
| Cinema Vinyes                                                                 | BCIL 2001       | Noucentisme XX (1920)                                    | Lleida Av. Blondel, 3, la Banqueta                         | 41° 36′ 46″ N, 0° 37′ 28″ E / 41.612759°N,0.624380°E   | IPA-14357     | Cinema Vinyes (Lleida) · Vegeu més fotos d'aquest monument · Carregueu una nova foto d'aquest monument                                                                 |
| Mercat del Pla                                                                | BCIL 2001       | Noucentisme Francesc Morera i Gatell XX (1922)           | Lleida Pl. dels Gramàtics                                  | 41° 36′ 59″ N, 0° 37′ 24″ E / 41.616311°N,0.623459°E   | IPA-14358     | Mercat del Pla (Lleida) · Vegeu més fotos d'aquest monument · Carregueu una nova foto d'aquest monument                                                                |
| Casa Cros                                                                     | BCIL 2001       | Noucentisme Manuel Casas Lamolla XX (1925)               | Lleida Rbla. de Ferran - c. de Vil·la Antònia              | 41° 37′ 06″ N, 0° 37′ 51″ E / 41.618210°N,0.630708°E   | IPA-14359     | Casa Cros (Lleida) · Vegeu més fotos d'aquest monument · Carregueu una nova foto d'aquest monument                                                                     |
| Casino Principal                                                              | BCIL 2001       | Noucentisme XX Inici                                     | Lleida Av. Blondel, 28 - c. Major, 31                      | 41° 36′ 49″ N, 0° 37′ 32″ E / 41.613569°N,0.625538°E   | IPA-14360     | Casino Principal (Lleida) · Vegeu més fotos d'aquest monument · Carregueu una nova foto d'aquest monument                                                              |
| Cal Xam-mar                                                                   | BCIL 2001       | Noucentisme Francesc Morera i Gatell XX (1920)           | Lleida Av. Blondel, 9                                      | 41° 36′ 45″ N, 0° 37′ 26″ E / 41.612553°N,0.624018°E   | IPA-14361     | Cal Xam-mar (Lleida) · Vegeu més fotos d'aquest monument · Carregueu una nova foto d'aquest monument                                                                   |
| Cal Baró                                                                      | BCIL 2001       | Noucentisme Joan Bergós i Massó XX (1921)                | Lleida Av. Blondel - av. Catalunya                         | 41° 36′ 40″ N, 0° 37′ 18″ E / 41.611221°N,0.621528°E   | IPA-14362     | Cal Baró (Lleida) · Vegeu més fotos d'aquest monument · Carregueu una nova foto d'aquest monument                                                                      |
| Estació de Renfe                                                              | BCIL 2001       | Noucentisme XX (1927)                                    | Lleida Pl. Berenguer IV                                    | 41° 37′ 14″ N, 0° 37′ 58″ E / 41.620677°N,0.632721°E   | IPA-14363     | Estació de Renfe (Lleida) · Vegeu més fotos d'aquest monument · Carregueu una nova foto d'aquest monument                                                              |
| Parròquia de Santa Teresa                                                     |                 | Noucentisme XX                                           | Lleida Pl. Missions                                        | 41° 36′ 58″ N, 0° 36′ 58″ E / 41.61622°N,0.61615°E     | IPA-14364     | Parròquia de Santa Teresa (Lleida) · Vegeu més fotos d'aquest monument · Carregueu una nova foto d'aquest monument                                                     |
| Cafè Teatre dels Camps Elisis                                                 | BCIL 2001       | Noucentisme XX (1926)                                    | Lleida Els Camps Elisis                                    | 41° 36′ 51″ N, 0° 37′ 55″ E / 41.61407°N,0.63183°E     | IPA-14366     | Cafè Teatre dels Camps Elisis (Lleida) · Vegeu més fotos d'aquest monument · Carregueu una nova foto d'aquest monument                                                 |
| Casa Vilà                                                                     |                 | Noucentisme Ramon Arguilés XX (1922)                     | Lleida C. Comerç, 16 - c. Alcalde Fuster                   | 41° 37′ 02″ N, 0° 37′ 50″ E / 41.61732°N,0.630419°E    | IPA-14369     | Casa Vilà (Lleida) · Vegeu més fotos d'aquest monument · Carregueu una nova foto d'aquest monument                                                                     |
| Casa Plubins                                                                  | BCIL 2001       | Noucentisme Francesc Morera i Gatell XX (1929)           | Lleida Pg. Ferran, 47                                      | 41° 37′ 10″ N, 0° 37′ 53″ E / 41.619466°N,0.631369°E   | IPA-14370     | Casa Plubins (Lleida) · Vegeu més fotos d'aquest monument · Carregueu una nova foto d'aquest monument                                                                  |
| Escola del Treball                                                            | BCIL 2001       | Noucentisme Francesc Morera i Gatell XX (1934)           | Lleida C. Alfred Perenya - pl. del Treball                 | 41° 37′ 24″ N, 0° 37′ 34″ E / 41.623251°N,0.626037°E   | IPA-14371     | Escola del Treball (Lleida) · Vegeu més fotos d'aquest monument · Carregueu una nova foto d'aquest monument                                                            |
| Banc Hispà-americà                                                            | BCIL 2001       | Noucentisme XX (1930)                                    | Lleida Pl. Paeria                                          | 41° 36′ 54″ N, 0° 37′ 37″ E / 41.614878°N,0.626834°E   | IPA-14372     | Banc Hispà-americà (Lleida) · Vegeu més fotos d'aquest monument · Carregueu una nova foto d'aquest monument                                                            |
| Mutua Leridana de Seguros                                                     | BCIL 2001       | Eclecticisme XX                                          | Lleida Rbla. d'Aragó, 43                                   | 41° 36′ 57″ N, 0° 37′ 14″ E / 41.615778°N,0.620534°E   | IPA-14374     | Mutua Leridana de Seguros (Lleida) · Vegeu més fotos d'aquest monument · Carregueu una nova foto d'aquest monument                                                     |
| Edifici d'habitatges a la rambla d'Aragó i carrer Joan Baget                  | BCIL 2001       | Art Déco XX (1932)                                       | Lleida Rbla. d'Aragó - c. Joan Baiget                      | 41° 36′ 57″ N, 0° 37′ 15″ E / 41.615947°N,0.620696°E   | IPA-14375     | Edifici d'habitatges a la rambla d'Aragó i carrer Joan Baget (Lleida) · Vegeu més fotos d'aquest monument · Carregueu una nova foto d'aquest monument                  |
| Casa als Porxos                                                               |                 | Obra popular, noucentisme                                | Lleida C. Arc del Pont - pl. Paeria, 9-10                  | 41° 36′ 55″ N, 0° 37′ 38″ E / 41.615268°N,0.627115°E   | IPA-14376     | Casa als Porxos (Lleida) · Vegeu més fotos d'aquest monument · Carregueu una nova foto d'aquest monument                                                               |
| Col·legi Santa Anna                                                           |                 | Racionalisme XX                                          | Lleida Rbla. Aragó                                         | 41° 36′ 47″ N, 0° 37′ 10″ E / 41.612979°N,0.619367°E   | IPA-14377     | Col·legi Santa Anna (Lleida) · Vegeu més fotos d'aquest monument · Carregueu una nova foto d'aquest monument                                                           |
| Banc d'Espanya                                                                | BCIL 2001       | Monumentalisme academicista XX (1936)                    | Lleida Av. Blondel - c. Saracibar                          | 41° 36′ 43″ N, 0° 37′ 24″ E / 41.612016°N,0.623195°E   | IPA-14378     | Banc d'Espanya (Lleida) · Vegeu més fotos d'aquest monument · Carregueu una nova foto d'aquest monument                                                                |
| Cambra de la Propietat Urbana                                                 | BCIL 2001       | Noucentisme August Font XX (1936)                        | Lleida Av. Blondel, 19                                     | 41° 36′ 44″ N, 0° 37′ 25″ E / 41.612294°N,0.623569°E   | IPA-14379     | Cambra de la Propietat Urbana (Lleida) · Vegeu més fotos d'aquest monument · Carregueu una nova foto d'aquest monument                                                 |
| Blocs militars                                                                | BCIL 2001       | Racionalisme XX (1940)                                   | Lleida Av. Madrid                                          | 41° 36′ 31″ N, 0° 37′ 05″ E / 41.608636°N,0.618122°E   | IPA-14382     | Blocs militars (Lleida) · Vegeu més fotos d'aquest monument · Carregueu una nova foto d'aquest monument                                                                |
| Blocs del carrer de Santa Marta                                               | BCIL 2001       | Monumentalisme academicista XX (1945)                    | Lleida C. Santa Marta - c. Sant Joan                       | 41° 36′ 59″ N, 0° 37′ 42″ E / 41.616486°N,0.628257°E   | IPA-14383     | Blocs del carrer de Santa Marta (Lleida) · Vegeu més fotos d'aquest monument · Carregueu una nova foto d'aquest monument                                               |
| Edifici a la rambla d'Aragó, 5                                                |                 | Racionalisme Marià Gomà Pujades XX (1947)                | Lleida Rbla. d'Aragó, 5 - pl. Catalunya                    | 41° 36′ 45″ N, 0° 37′ 09″ E / 41.612366°N,0.619134°E   | IPA-14384     | Edifici a la rambla d'Aragó, 5 (Lleida) · Vegeu més fotos d'aquest monument · Carregueu una nova foto d'aquest monument                                                |
| Palau Episcopal                                                               | BCIL 2001       | Historicisme XX (1950)                                   | Lleida Rbla. d'Aragó - c. del Bisbe                        | 41° 36′ 53″ N, 0° 37′ 15″ E / 41.614819°N,0.620804°E   | IPA-14385     | Palau Episcopal (Lleida) · Vegeu més fotos d'aquest monument · Carregueu una nova foto d'aquest monument                                                               |
| Edifici Montepio                                                              | BCIL 2001       | Monumentalisme academicista XX (1948)                    | Lleida Av. Blondel, 1                                      | 41° 36′ 46″ N, 0° 37′ 29″ E / 41.612876°N,0.624701°E   | IPA-14386     | Edifici Montepio (Lleida) · Vegeu més fotos d'aquest monument · Carregueu una nova foto d'aquest monument                                                              |
| Antic Palau de Justícia                                                       | BCIL 2001       | Monumentalisme academicista XX (1949)                    | Lleida Rbla. Ferran - c. de l'Audiència                    | 41° 37′ 03″ N, 0° 37′ 47″ E / 41.617523°N,0.629643°E   | IPA-14387     | Antic Palau de Justícia (Lleida) · Vegeu més fotos d'aquest monument · Carregueu una nova foto d'aquest monument                                                       |
| Teatre Principal                                                              | BCIL 2001       | Monumentalisme academicista XX (1950)                    | Lleida Pl. Paeria, 7                                       | 41° 36′ 54″ N, 0° 37′ 36″ E / 41.614969°N,0.626741°E   | IPA-14388     | Teatre Principal (Lleida) · Vegeu més fotos d'aquest monument · Carregueu una nova foto d'aquest monument                                                              |
| Blocs Carrera Cejudo                                                          |                 | Racionalisme XX                                          | Lleida C. Bonaire, 30-46, Camp de Mart                     | 41° 37′ 10″ N, 0° 37′ 22″ E / 41.6195488°N,0.6227809°E | IPA-14389     | Blocs Carrera Cejudo (Lleida) · Vegeu més fotos d'aquest monument · Carregueu una nova foto d'aquest monument                                                          |
| Residència Sanitària                                                          | BCIL 2001       | XX (1950)                                                | Lleida Ctra. d'Osca, partida de Bova                       | 41° 37′ 36″ N, 0° 36′ 48″ E / 41.626593°N,0.613217°E   | IPA-14390     | Residència Sanitària (Lleida) · Vegeu més fotos d'aquest monument · Carregueu una nova foto d'aquest monument                                                          |
| Govern Civil                                                                  | BCIL 2001       | Monumentalisme academicista XX (1945)                    | Lleida Av. Francesc Macià - pl. de la Pau                  | 41° 36′ 59″ N, 0° 37′ 45″ E / 41.616352°N,0.629290°E   | IPA-14391     | Govern Civil (Lleida) · Vegeu més fotos d'aquest monument · Carregueu una nova foto d'aquest monument                                                                  |
| Banc Vitalici                                                                 | BCIL 2001       | Monumentalisme academicista Lluís Bonet i Garí XX (1956) | Lleida Pl. Sant Joan                                       | 41° 36′ 58″ N, 0° 37′ 38″ E / 41.616113°N,0.627198°E   | IPA-14392     | Banc Vitalici (Lleida) · Vegeu més fotos d'aquest monument · Carregueu una nova foto d'aquest monument                                                                 |
| Edifici d'habitatges al carrer Vila de Foix                                   | BCIL 2001       | Darreres tendències Lluís Domènec i Torres XX            | Lleida C. Vila de Foix - av. Blondel - c. Sant Antoni      | 41° 36′ 45″ N, 0° 37′ 24″ E / 41.612468°N,0.623255°E   | IPA-14393     | Edifici d'habitatges al carrer Vila de Foix (Lleida) · Vegeu més fotos d'aquest monument · Carregueu una nova foto d'aquest monument                                   |
| Hermanitas de Los Pobres                                                      | BCIL 2001       | Darreres tendències XX                                   | Lleida Ctra. Vall d'Aran, km. 5,5                          | 41° 39′ 02″ N, 0° 36′ 39″ E / 41.650501°N,0.610822°E   | IPA-14394     | Hermanitas de Los Pobres (Lleida) · Vegeu més fotos d'aquest monument · Carregueu una nova foto d'aquest monument                                                      |
| Hostal Comtes d'Urgell                                                        |                 | Darreres tendències XX                                   | Lleida Ctra. de Barcelona                                  | 41° 36′ 34″ N, 0° 38′ 11″ E / 41.609506°N,0.636251°E   | IPA-14395     | Hostal Comtes d'Urgell (Lleida) · Vegeu més fotos d'aquest monument · Carregueu una nova foto d'aquest monument                                                        |
| Hermanitas de Los Ricos Club Ronda                                            |                 | Darreres tendències XX                                   | Lleida Pg. de Ronda                                        | 41° 37′ 08″ N, 0° 36′ 54″ E / 41.618972°N,0.615093°E   | IPA-14396     | Hermanitas de Los Ricos Club Ronda (Lleida) · Vegeu més fotos d'aquest monument · Carregueu una nova foto d'aquest monument                                            |
| Edifici al Clot de les Granotes                                               |                 | Darreres tendències XX                                   | Lleida C. Mossèn Reig, 24                                  | 41° 37′ 27″ N, 0° 37′ 19″ E / 41.624249°N,0.621972°E   | IPA-14397     | Edifici al Clot de les Granotes (Lleida) · Vegeu més fotos d'aquest monument · Carregueu una nova foto d'aquest monument                                               |
| Casa al carrer Nadal Meroles, 9                                               |                 | Darreres tendències XX                                   | Lleida C. Nadal Meroles, 9                                 | 41° 37′ 22″ N, 0° 37′ 12″ E / 41.622725°N,0.62008°E    | IPA-14398     | Casa al carrer Nadal Meroles, 9 (Lleida) · Vegeu més fotos d'aquest monument · Carregueu una nova foto d'aquest monument                                               |
| Habitatges a la Bordeta                                                       |                 | Darreres tendències XX                                   | Lleida La Bordeta                                          | 41° 36′ 01″ N, 0° 38′ 35″ E / 41.600259°N,0.643163°E   | IPA-14399     | Habitatges a la Bordeta (Lleida) · Vegeu més fotos d'aquest monument · Carregueu una nova foto d'aquest monument                                                       |
| Col·legi Mirasan                                                              |                 | Darreres tendències XX                                   | Lleida Carrer de Sabadell, 13                              | 41° 37′ 40″ N, 0° 37′ 46″ E / 41.6278571°N,0.6293599°E | IPA-14400     | Col·legi Mirasan (Lleida) · Vegeu més fotos d'aquest monument · Carregueu una nova foto d'aquest monument                                                              |
| Font del Governador Aparici                                                   | BCIL 2001       | Neoclassicisme XVIII                                     | Lleida Costa del Jan - c. Major                            | 41° 36′ 50″ N, 0° 37′ 31″ E / 41.613818°N,0.625237°E   | IPA-14401     | Font del Governador Aparici (Lleida) · Vegeu més fotos d'aquest monument · Carregueu una nova foto d'aquest monument                                                   |
| Cabina del Guardaagulles                                                      |                 | Noucentisme XX                                           | Lleida Ctra. de Corbins, Pardinyes                         | 41° 37′ 31″ N, 0° 37′ 59″ E / 41.625276°N,0.633121°E   | IPA-14403     | Cabina del Guardaagulles (Lleida) · Vegeu més fotos d'aquest monument · Carregueu una nova foto d'aquest monument                                                      |
| El Recorrido                                                                  |                 | Arquitectura del ferro XX                                | Lleida Ctra. de Corbins, Pardinyes                         | 41° 37′ 37″ N, 0° 38′ 21″ E / 41.627024°N,0.639256°E   | IPA-14404     | El Recorrido (Lleida) · Vegeu més fotos d'aquest monument · Carregueu una nova foto d'aquest monument                                                                  |
| Blocs de Balàfia                                                              |                 | Obra popular XX (1950)                                   | Lleida Av. Alcalde Porqueras - c. Germans Recasens         | 41° 37′ 38″ N, 0° 37′ 19″ E / 41.627273°N,0.621904°E   | IPA-14406     | Blocs de Balàfia (Lleida) · Vegeu més fotos d'aquest monument · Carregueu una nova foto d'aquest monument                                                              |
| Església de Raïmat                                                            | BCIL 2001       | Modernisme Joan Rubió i Bellver XX (1918)                | Lleida C. de les Monges, Raïmat                            | 41° 40′ 43″ N, 0° 28′ 40″ E / 41.678661°N,0.477896°E   | IPA-14408     | Església de Raïmat (Lleida) · Vegeu més fotos d'aquest monument · Carregueu una nova foto d'aquest monument                                                            |
| Escoles de Raïmat                                                             |                 | Modernisme XX                                            | Lleida C. de les Monges, Raïmat                            | 41° 40′ 43″ N, 0° 28′ 43″ E / 41.678599°N,0.478605°E   | IPA-14409     | Escoles de Raïmat (Lleida) · Vegeu més fotos d'aquest monument · Carregueu una nova foto d'aquest monument                                                             |
| Cellers de Raïmat                                                             | BCIL 2001       | Modernisme Joan Rubió i Bellver XX (1918)                | Lleida Raïmat, ctra. de Sucs                               | 41° 40′ 59″ N, 0° 28′ 49″ E / 41.682925°N,0.480358°E   | IPA-14410     | Cellers de Raïmat (Lleida) · Vegeu més fotos d'aquest monument · Carregueu una nova foto d'aquest monument                                                             |
| Masia del Rei                                                                 | BCIL 2001       | Neoclassicisme, obra popular XVIII                       | Lleida Camí de Marimunt, Secà de Sant Pere                 | 41° 38′ 15″ N, 0° 37′ 31″ E / 41.637624°N,0.625295°E   | IPA-14412     | Masia del Rei (Lleida) · Vegeu més fotos d'aquest monument · Carregueu una nova foto d'aquest monument                                                                 |
| Xalet Queralt                                                                 | BCIL 2001       | Modernisme XX (1910)                                     | Lleida C. Llibertat, Secà de Sant Pere                     | 41° 37′ 54″ N, 0° 37′ 46″ E / 41.631798°N,0.629464°E   | IPA-14413     | Xalet Queralt (Lleida) · Vegeu més fotos d'aquest monument · Carregueu una nova foto d'aquest monument                                                                 |
| Xalet Doctor Vicens                                                           |                 | Obra popular XX                                          | Lleida C. Llibertat, 3                                     | 41° 37′ 47″ N, 0° 37′ 55″ E / 41.629718°N,0.632038°E   | IPA-14414     | Xalet Doctor Vicens (Lleida) · Vegeu més fotos d'aquest monument · Carregueu una nova foto d'aquest monument                                                           |
| Casa Laveda                                                                   |                 | Darreres tendències XX                                   | Lleida Camí del Tenis, partida Boixadors                   | 41° 38′ 11″ N, 0° 35′ 50″ E / 41.636328°N,0.597214°E   | IPA-14415     | Casa Laveda (Lleida) · Vegeu més fotos d'aquest monument · Carregueu una nova foto d'aquest monument                                                                   |
| Club Tenis Lleida                                                             |                 | Darreres tendències XX                                   | Lleida Camí del Tenis                                      | 41° 37′ 59″ N, 0° 35′ 58″ E / 41.633066°N,0.599451°E   | IPA-14416     | Club Tenis Lleida · Vegeu més fotos d'aquest monument · Carregueu una nova foto d'aquest monument                                                                      |
| Xalet Canadenc                                                                | BCIL 2001       | Noucentisme XX (1914)                                    | Lleida C. Campament                                        | 41° 36′ 12″ N, 0° 38′ 09″ E / 41.603408°N,0.635788°E   | IPA-14419     | Xalet Canadenc (Lleida) · Vegeu més fotos d'aquest monument · Carregueu una nova foto d'aquest monument                                                                |
| Vil·la Remei                                                                  | BCIL 2001       | Modernisme XX                                            | Lleida Av. d'Artesa - c. Ntra. Sra. del Carme, la Bordeta  | 41° 36′ 12″ N, 0° 38′ 31″ E / 41.603311°N,0.641827°E   | IPA-14420     | Vil·la Remei (Lleida) · Vegeu més fotos d'aquest monument · Carregueu una nova foto d'aquest monument                                                                  |
| Casa pairal a l'avinguda d'Artesa, 15                                         |                 | Eclecticisme XX Inici                                    | Lleida Av. d'Artesa, 15                                    | 41° 36′ 09″ N, 0° 38′ 31″ E / 41.6025696°N,0.642007°E  | IPA-14422     | Casa pairal a l'avinguda d'Artesa, 15 (Lleida) · Vegeu més fotos d'aquest monument · Carregueu una nova foto d'aquest monument                                         |
| Torre Bosch                                                                   |                 | Noucentisme XX                                           | Lleida Av. les Garrigues, 45                               | 41° 36′ 29″ N, 0° 38′ 08″ E / 41.607978°N,0.635556°E   | IPA-14424     | Torre Bosch (Lleida) · Vegeu més fotos d'aquest monument · Carregueu una nova foto d'aquest monument                                                                   |
| Cementiri de Lleida                                                           |                 | Eclecticisme XIX                                         | Lleida La Bordeta, ctra. N-II                              | 41° 36′ 47″ N, 0° 39′ 04″ E / 41.613092°N,0.651223°E   | IPA-14425     | Cementiri de Lleida (Lleida) · Vegeu més fotos d'aquest monument · Carregueu una nova foto d'aquest monument                                                           |
| La Mitjana                                                                    |                 |                                                          | Lleida Granyena, camí de Fontanet                          | 41° 37′ 41″ N, 0° 38′ 41″ E / 41.627926°N,0.644605°E   | IPA-14426     | La Mitjana (Lleida) · Vegeu més fotos d'aquest monument · Carregueu una nova foto d'aquest monument                                                                    |
| Creu de terme de Granyena                                                     |                 | Obra popular XIII                                        | Lleida Granyena                                            | 41° 38′ 31″ N, 0° 39′ 43″ E / 41.642015°N,0.662052°E   | IPA-14427     | Creu de terme de Granyena (Lleida) · Carregueu una nova foto d'aquest monument                                                                                         |
| Molí de Cervià                                                                | BCIL 2015       | Obra popular XV                                          | Lleida Camí de Granyena                                    | 41° 37′ 20″ N, 0° 39′ 11″ E / 41.622341°N,0.6531895°E  | IPA-14428     | Molí de Cervià (Lleida) · Vegeu més fotos d'aquest monument · Carregueu una nova foto d'aquest monument                                                                |
| Ermita de Granyena                                                            | BCIL 2001       | Barroc, obra popular XVII                                | Lleida Camí de Granyena                                    | 41° 38′ 30″ N, 0° 39′ 44″ E / 41.641781°N,0.662202°E   | IPA-14429     | Ermita de Granyena (Lleida) · Vegeu més fotos d'aquest monument · Carregueu una nova foto d'aquest monument                                                            |
| Església de Sucs                                                              |                 | Historicisme XX                                          | Lleida Pl. Major, Sucs                                     | 41° 42′ 07″ N, 0° 24′ 43″ E / 41.702013°N,0.412046°E   | IPA-14431     | Església de Sucs (Lleida) · Vegeu més fotos d'aquest monument · Carregueu una nova foto d'aquest monument                                                              |
| Grup Tres d'Abril                                                             |                 | XX                                                       | Lleida Ctra. d'Osca - pg. de Ronda                         | 41° 37′ 16″ N, 0° 36′ 58″ E / 41.621081°N,0.616000°E   | IPA-14432     | Grup Tres d'Abril (Lleida) · Vegeu més fotos d'aquest monument · Carregueu una nova foto d'aquest monument                                                             |
| La Ginesta                                                                    | BCIL 2001       | Eclecticisme XIX                                         | Lleida Sucs, camí del Pantà Gran                           | 41° 42′ 15″ N, 0° 25′ 22″ E / 41.704219°N,0.422778°E   | IPA-14434     | La Ginesta (Lleida) · Vegeu més fotos d'aquest monument · Carregueu una nova foto d'aquest monument                                                                    |
| Església de Suquets                                                           |                 | Darreres tendències XIX                                  | Lleida Suquets, ctra. de Sucs                              | 41° 42′ 02″ N, 0° 25′ 02″ E / 41.700493°N,0.417145°E   | IPA-14436     | Església de Suquets (Lleida) · Vegeu més fotos d'aquest monument · Carregueu una nova foto d'aquest monument                                                           |
| Belvedere                                                                     |                 | Darreres tendències XIX                                  | Lleida Finca a la ctra. de Sucs                            | 41° 42′ 02″ N, 0° 25′ 02″ E / 41.700468°N,0.417182°E   | IPA-14437     | Belvedere (Lleida) · Vegeu més fotos d'aquest monument · Carregueu una nova foto d'aquest monument                                                                     |
| Hangar i torre de control als Mangraners                                      | BCIL 2001       | Darreres tendències XX                                   | Lleida Antic camp d'aviació                                | 41° 36′ 27″ N, 0° 40′ 01″ E / 41.607530°N,0.666822°E   | IPA-14441     | Hangar i torre de control als Mangraners (Lleida) · Vegeu més fotos d'aquest monument · Carregueu una nova foto d'aquest monument                                      |
| Ermita de Butsènit                                                            | BCIL 2001       | Obra popular XV                                          | Lleida Camí de Butsènit                                    | 41° 34′ 48″ N, 0° 34′ 27″ E / 41.579950°N,0.57411°E    | IPA-14442     | Ermita de Butsènit (Lleida) · Vegeu més fotos d'aquest monument · Carregueu una nova foto d'aquest monument                                                            |
| Torre Solé                                                                    | BCIL 2001       | Noucentisme XX                                           | Lleida Ctra. Barcelona                                     | 41° 37′ 09″ N, 0° 41′ 05″ E / 41.619153°N,0.684851°E   | IPA-14444     | Torre Solé (Lleida) · Vegeu més fotos d'aquest monument · Carregueu una nova foto d'aquest monument                                                                    |
| Granja Agrícola Provincial                                                    | BCIL 2001       | Barroc XVIII                                             | Lleida Ctra. d'Osca, partida Vallcalent                    | 41° 37′ 41″ N, 0° 35′ 49″ E / 41.628192°N,0.596864°E   | IPA-14480     | Granja Agrícola Provincial (Lleida) · Vegeu més fotos d'aquest monument · Carregueu una nova foto d'aquest monument                                                    |
| Casernes de Gardeny, Infanteria i Artilleria                                  |                 | Darreres tendències XX Mitjan                            | Lleida Turó de Gardeny                                     | 41° 36′ 29″ N, 0° 36′ 41″ E / 41.607951°N,0.611419°E   | IPA-14481     | Casernes de Gardeny (Lleida) · Vegeu més fotos d'aquest monument · Carregueu una nova foto d'aquest monument                                                           |
| Torre de Moradilla                                                            | BCIL 2001       | Obra popular XVIII                                       | Lleida Ctra. N-II, tossal de Moradilla                     | 41° 37′ 10″ N, 0° 42′ 35″ E / 41.619490°N,0.70979°E    | IPA-14482     | Torre de Moradilla (Lleida) · Vegeu més fotos d'aquest monument · Carregueu una nova foto d'aquest monument                                                            |
| Granja de Picabaix                                                            | BCIL 2001       | Obra popular XIX-XX                                      | Lleida Camí de Corbins                                     | 41° 39′ 35″ N, 0° 39′ 25″ E / 41.659666°N,0.657081°E   | IPA-42210     | Granja de Picabaix (Lleida) · Vegeu més fotos d'aquest monument · Carregueu una nova foto d'aquest monument                                                            |
| Quiosc de música dels Camps Elisis                                            | BCIL 2001       | Noucentisme Francesc Morera i Gatell XX (1926)           | Lleida Jardins Camps Elisis                                | 41° 36′ 51″ N, 0° 37′ 56″ E / 41.614166°N,0.632129°E   | IPA-14367     | Quiosc de música dels Camps Elisis (Lleida) · Vegeu més fotos d'aquest monument · Carregueu una nova foto d'aquest monument                                            |
| Cambra de Comerç i Indústria                                                  | BCIL 2001       | XX                                                       | Lleida C. Anselm Clavé, 2                                  | 41° 37′ 12″ N, 0° 37′ 54″ E / 41.6200753°N,0.6317232°E | IPA-43064     | Cambra de Comerç i Indústria (Lleida) · Vegeu més fotos d'aquest monument · Carregueu una nova foto d'aquest monument                                                  |
| Govern Militar                                                                | BCIL 2001       | XX                                                       | Lleida Av. Prat de la Riba, 36                             | 41° 37′ 12″ N, 0° 37′ 21″ E / 41.619956°N,0.622586°E   | IPA-43067     | Govern Militar (Lleida) · Vegeu més fotos d'aquest monument · Carregueu una nova foto d'aquest monument                                                                |
| Plaça dels Apòstols                                                           | BCIL 2001       | XX                                                       | Lleida Pl. dels Apòstols                                   | 41° 37′ 03″ N, 0° 37′ 35″ E / 41.6174519°N,0.6262812°E | IPA-43069     | Plaça dels Apòstols (Lleida) · Vegeu més fotos d'aquest monument · Carregueu una nova foto d'aquest monument                                                           |
| Plaça de la Constitució                                                       | BCIL 2001       | XX                                                       | Lleida Pl. de la Constitució                               | 41° 37′ 25″ N, 0° 37′ 21″ E / 41.6235953°N,0.6224482°E | IPA-43071     | Plaça de la Constitució (Lleida) · Vegeu més fotos d'aquest monument · Carregueu una nova foto d'aquest monument                                                       |
| Auditori Municipal Enric Granados                                             | BCIL 2001       | XX                                                       | Lleida Pl. Mossèn Cinto Verdaguer                          | 41° 37′ 12″ N, 0° 37′ 42″ E / 41.619874°N,0.628287°E   | IPA-43073     | Auditori Municipal Enric Granados (Lleida) · Vegeu més fotos d'aquest monument · Carregueu una nova foto d'aquest monument                                             |
| Fàbrica de Farines Gualda, Molí de Gualda, Harinas Ramoneda                   |                 | Obra popular XIX-XX                                      | Lleida Gualda, cantó canal de Pinyana                      |                                                        | IPA-43497     | Carregueu una nova foto d'aquest monument |
| Molí de Picabaix, Molí de Llívia                                              |                 | Obra popular XIX-XX                                      | Lleida Partida Llívia, ctra. C-12 km 147,5                 | 41° 39′ 33″ N, 0° 39′ 38″ E / 41.65919°N,0.66050°E     | IPA-43498     | Carregueu una nova foto d'aquest monument |
| Església del Noviciat de la Companyia de Jesús, Església del Col·legi Claver  |                 | Racionalisme tardà 1961                                  | Lleida Finca Vallfonda, ctra. d'Osca km 107                | 41° 41′ 02″ N, 0° 29′ 56″ E / 41.68391°N,0.49885°E     | IPA-46438     | Carregueu una nova foto d'aquest monument |
| Fàbrica Devesa, Mat Fruit S.L.                                                |                 | Racionalisme tardà 1963-1964                             | Lleida Ctra. de Raïmat a Suchs, km 1                       | 41° 41′ 35″ N, 0° 26′ 53″ E / 41.693°N,0.448°E         | IPA-46440     | Carregueu una nova foto d'aquest monument |
| Locals parroquials de Santa Maria Magdalena                                   |                 | Postmodernisme 1966-1970                                 | Lleida C. Ramon Llull, 10                                  | 41° 37′ 25″ N, 0° 37′ 29″ E / 41.62358°N,0.62476°E     | IPA-46445     | Locals parroquials de Santa Maria Magdalena (Lleida) · Vegeu més fotos d'aquest monument · Carregueu una nova foto d'aquest monument                                   |
| Seu de la Demarcació del Col·legi d'Arquitectes                               |                 | Escola de Barcelona 1995-1996                            | Lleida C. del Canyeret, 2                                  | 41° 36′ 55″ N, 0° 37′ 34″ E / 41.61528°N,0.62604°E     | IPA-46449     | Carregueu una nova foto d'aquest monument |
| Escola Oficial d'Idiomes                                                      |                 | Escola de Barcelona 1991-1996                            | Lleida C. Corregidor Escofet, 53                           | 41° 37′ 35″ N, 0° 37′ 56″ E / 41.62635°N,0.63222°E     | IPA-46453     | Escola Oficial d'Idiomes (Lleida) · Vegeu més fotos d'aquest monument · Carregueu una nova foto d'aquest monument                                                      |
| CEIP Cervantes                                                                |                 | Escola de Barcelona 1990-1995                            | Lleida C. Canyeret                                         | 41° 36′ 54″ N, 0° 37′ 31″ E / 41.61502°N,0.62536°E     | IPA-46456     | Carregueu una nova foto d'aquest monument |
| Col·legi d'Aparelladors i Arquitectes Tècnics                                 |                 | Escola de Barcelona 1981-1984                            | Lleida C. Enric Granados, 5                                | 41° 37′ 14″ N, 0° 37′ 16″ E / 41.62051°N,0.62105°E     | IPA-46457     | Col·legi d'Aparelladors i Arquitectes Tècnics (Lleida) · Vegeu més fotos d'aquest monument · Carregueu una nova foto d'aquest monument                                 |
| Escola d'Enginyers Agrònoms de Catalunya                                      |                 | Escola de Barcelona 1982-1985                            | Lleida Av. Alcalde Roviera Roure, 191                      | 41° 37′ 44″ N, 0° 35′ 44″ E / 41.6288°N,0.5955°E       | IPA-46460     | Carregueu una nova foto d'aquest monument |
| CAP Pardinyes                                                                 |                 | Escola de Barcelona 1987-1991                            | Lleida                                                     | 41° 37′ 36″ N, 0° 37′ 52″ E / 41.62662°N,0.63119°E     | IPA-46464     | CAP Pardinyes (Lleida) · Vegeu més fotos d'aquest monument · Carregueu una nova foto d'aquest monument                                                                 |
| Conjunt Residencial Lleida Park                                               |                 | Escola de Barcelona 1983-1986                            | Lleida Av. Alcalde Rovira Roure, 163-165                   | 41° 37′ 41″ N, 0° 36′ 05″ E / 41.62804°N,0.60141°E     | IPA-46465     | Carregueu una nova foto d'aquest monument |
| Palau de Justícia i torre de telecomunicacions                                |                 | Escola de Barcelona 1984-1990                            | Lleida C. Canyeret - c. Ronda de la Seu Vella, 3           | 41° 37′ 01″ N, 0° 37′ 38″ E / 41.61693°N,0.62711°E     | IPA-46466     | Palau de Justícia (Lleida) · Vegeu més fotos d'aquest monument · Carregueu una nova foto d'aquest monument                                                             |
| Escola Universitària Politècnica d'Informàtica Campus de Cappont              |                 | Escola de Barcelona 1993-1997                            | Lleida C, Jaume II, 69. Campus de Cappont                  | 41° 36′ 30″ N, 0° 37′ 24″ E / 41.60827°N,0.62334°E     | IPA-46467     | Carregueu una nova foto d'aquest monument |
| Escola Casa Social, CEIP Sant Josep Calassanç                                 |                 | Noucentisme XX                                           | Lleida Pl. Social, 1                                       | 41° 37′ 17″ N, 0° 37′ 11″ E / 41.62126°N,0.61968°E     | IPA-49580     | Carregueu una nova foto d'aquest monument |
| Conjunt d'habitatges a l'avinguda Artesa                                      |                 | Noucentisme XX                                           | Lleida Av. d'Artesa, 54-58                                 | 41° 36′ 03″ N, 0° 38′ 35″ E / 41.60071°N,0.64297°E     | IPA-49581     | Carregueu una nova foto d'aquest monument |
| Torre al carrer Antoni Soler                                                  |                 | Noucentisme XX                                           | Lleida C. Antoni Soler, 2                                  | 41° 36′ 48″ N, 0° 37′ 03″ E / 41.61346°N,0.61738°E     | IPA-49582     | Carregueu una nova foto d'aquest monument |